# Bartholomäberg
Bartholomäberg è un comune austriaco di 2 327 abitanti nel distretto di Bludenz, nel Vorarlberg.